# محلة قيس
قرية محلة قيس هي إحدى القرى التابعة لمركز شبراخيت في محافظة البحيرة في جمهورية مصر العربية. حسب إحصاءات سنة 2006، بلغ إجمالي السكان في محلة قيس 3273 نسمة، منهم 1695 رجل و1578 امرأة.